# Shadow Lake
Shadow Lake är en sjö i Kanada.   Den ligger i kommunen Kawartha Lakes och provinsen Ontario, i den sydöstra delen av landet, 260 km väster om huvudstaden Ottawa. Shadow Lake ligger 256 meter över havet.